# Svistella anhuiensis
Svistella anhuiensis is een rechtvleugelig insect uit de familie krekels (Gryllidae). De wetenschappelijke naam van deze soort is voor het eerst geldig gepubliceerd in 2009 door He, Li & Liu.